# تورگای تانولکو
تورگای تانولکو (ترکی استانبولی: Turgay Tanülkü؛ زادهٔ ۱ ژانویهٔ ۱۹۵۳) هنرپیشه اهل ترکیه است.
از فیلم‌ها یا برنامه‌های تلویزیونی که وی در آن نقش داشته‌است می‌توان به لبه بهشت، شغال و زندگی‌های کاغذی اشاره کرد.
او با بازی در سریال راهزنان در دنیا حکومت نمی‌کنند در نقش شاهین آقا شناخته می‌شود.